# Scott Adsit
Scott Adsit (Northbrook, 26 de novembro de 1965) é um ator, redator e comediante de improvisos dos Estados Unidos da América.
Tornou-se mais conhecido por sua participação na comédia televisiva 30 Rock e também por seu trabalho na animação em stop-motion Adult Swim (nos programas Moral Orel e Mary Shelley's Frankenhole).

## Filmografia
| Filmes    | Filmes                                       | Filmes                           | Filmes |  |
| Ano       | Título                                       | Papel                            | Notas |  |
| --------- | -------------------------------------------- | -------------------------------- | --- |  |
| 1998      | Temporary Girl                               | Seth, o agente                   | |  |
| 2001      | Town & Country                               | Motorista de táxi                | |  |
| 2001      | Lovely & Amazing                             | Homem ao telefone                | |  |
| 2001      | Malcolm in the Middle                        | Attorney                         | |  |
| 2002      | Run Ronnie Run                               | Negociador                       | |  |
| 2003      | Melvin Goes to Dinner                        | Homem                            | |  |
| 2003      | Kingpin                                      | Viciado                          | Minissérie de TV                                                                                                |  |
| 2003      | The Italian Job                              | Ator ensaiando no carro          | |  |
| 2003      | Grand Theft Parsons                          | Especialista em música           | |  |
| 2003      | Alias                                        | Especialista em computador       | Episódio: Reunion                                                                                               |  |
| 2003      | Comedy Central Laughs for Life Telethon 2003 | CEO Harold Barbour               | Especial para TV                                                                                                |  |
| 2004      | The Terminal                                 | Motorista de táxi                | |  |
| 2004      | L.A. Twister                                 | Técnico                          | |  |
| 2004      | Without a Paddle                             | Greasy Man                       | |  |
| 2004      | Admissions                                   | Entrevistador de Harvard         | |  |
| 2004      | Comedy Central Laughs for Life Telethon 2004 | Colbert's High School Friend     | Especial para TV                                                                                                |  |
| 2005      | Be Cool                                      | Diretor do programa              | |  |
| 2005      | Kicking & Screaming                          | Stew                             | |  |
| 2005      | Bad News Bears                               | Umpire                           | |  |
| 2005–2008 | Moral Orel                                   | Clay Puppington, Várias vozes    | Voz |  |
| 2006      | I Want Someone to Eat Cheese With            | Big Galoot                       | |  |
| 2006      | Accepted                                     | Pai desaparecido                 | |  |
| 2006      | For Your Consideration                       | First AD                         | |  |
| 2006 –    | 30 Rock                                      | Pete Hornberger                  | Série de TV: 97 Episódios Premiados e indicados pelo Screen Actors Guild para melhor elenco de série de comédia |  |
| 2007      | Dante's Inferno                              | Judge Minos                      | Voz |  |
| 2007      | Let's Fish                                   | Don                              | Episódio piloto                                                                                                 |  |
| 2007      | Mr. Woodcock                                 | Cheesy Salesman                  | |  |
| 2008      | Turnover                                     | Dr. Ruderman                     | |  |
| 2008      | Aqua Teen Hunger Force                       | Hoppy Bunny e Drewbacca          | Voz |  |
| 2009      | The Informant!                               | Sid Hulse                        | |  |
| 2010      | Last Night                                   | Stuart                           | (pós-produção)                                                                                                  |  |
| 2010      | Big Lake                                     | John the Baptist                 | 1 episódio |  |
| 2010      | Delocated                                    | Dog Food Executive               | 1 episódio |  |
| 2010 –    | Mary Shelley's Frankenhole                   | Professor Polidori, Várias vozes | Voz |  |
| 2014      | Big Hero 6                                   | Baymax                           | Voz |  |